# Lars Anell
Lars Evert Roland Anell, född 23 oktober 1941 i Katrineholm, är en svensk ämbetsman.
Lars Anell utbildade sig på Handelshögskolan i Stockholm, med ekonomexamen 1966, och Stockholms universitet, åren 1963–66.
Han arbetade på Finansdepartementet från 1966 och på Utrikesdepartementet 1970-80. Under åren 1978–79 var han med tjänstledighet verksam vid Sekretariatet för framtidsstudier. År 1979 utnämndes han till generaldirektör för Styrelsen för u-landsforskning (SAREC) för att övergå till att tjänstgöra i Statsrådsberedningen under Olof Palme 1983-86. Anell utnämndes 1986 till ambassadör och chef för Sveriges FN-delegation i Genève. Inför Sveriges förhandlingar om medlemskap i EU blev han chef för delegationen i Bryssel. År 1994 lämnade Anell UD och tillträdde en tjänst som medlem av AB Volvos koncernledning med ansvar för samhällsfrågor, miljö och varumärke (brand management). Från 2001 har han i huvudsak varit verksam som samhällsdebattör och ordförande i olika akademiska och ideella stiftelser.

## Familj
Lars Anell är sedan 1966 gift med Kerstin, född Friis. De har fyra barn och nio barnbarn.

## Ordförandeskap och andra uppdrag
Lars Anell är sedan 2013 ordförande i styrelsen för Arenagruppen. Under studenttiden var han ordförande i studentkåren vid Handelshögskolan i Stockholm. Under den tid han var anställd vid UD var han bland annat ordförande för FN:s expertgrupp för vetenskap och teknologi (1980–83), FN:s plenarkommitté för vetenskap och teknologi (1985–86), Uruguayrundans förhandlingsgrupp om immaterialrätt (1987–94), GATT:s allmänna råd (1990–91), GATT:s ministermöte (Contracting Parties) 1991–92) och Internationella Organisationen för Immigration (IOM) (1991–92).
Efter tiden som statsanställd har Lars Anell bland annat varit ordförande för Center för internationellt ungdomsutbyte (1997–2002), Dag Hammarskjöldfonden (1997–2005), styrelsen för Umeå universitet (1998–2003), Stiftelsen Frejas fond (2001–07), Internationella handelskammarens (ICC) kommission för handel och investeringar (2002–08), Stockholm Environment Institute (2001–09), Forskningsrådet för arbetsliv och socialvetenskap (FAS) (2007–09), styrelsen för Jönköpings Internationella Handelshögskola (2008–11), Institutet för mediestudier (2009–12), Vetenskapsrådet (2010–16) och Forskning&Framsteg (2015–19).
Som medlem av koncernledningen i AB Volvo tog Lars Anell plats i styrelserna för Volvo Penta och Volvo Aero Corporation samt i Svenska Mässans styrelse.